# Theneuil
Theneuil ist eine französische Gemeinde mit 289 Einwohnern (Stand: 1. Januar 2022) im Département Indre-et-Loire in der Region Centre-Val de Loire. Sie gehört zum Kanton Sainte-Maure-de-Touraine im Arrondissement Chinon. Die Einwohner werden Theneuillais genannt.

## Geografie
Die Gemeinde Theneuil liegt am Flüsschen Bourouse, etwa 37 Kilometer südsüdwestlich von Tours an der Vienne, die die Gemeinde im Norden begrenzt. Umgeben wird Theneuil von den Nachbargemeinden L’Île-Bouchard im Nordwesten und Norden, Crouzilles im Norden und Nordosten, Parçay-sur-Vienne im Osten, Chezelles im Süden, La Tour-Saint-Gelin im Süden und Südwesten sowie Brizay im Westen.

## Bevölkerungsentwicklung
| Jahr                       | 1962 | 1968 | 1975 | 1982 | 1990 | 1999 | 2010 | 2021 |
| Einwohner                  | 270  | 225  | 192  | 241  | 285  | 294  | 314  | 288  |
| Quellen: Cassini und INSEE |      |      |      |      |      |      |      |      |

## Sehenswürdigkeiten
- Kirche Sainte-Trinité aus dem 11./12. Jahrhundert, heutiges Gebäude weitgehend aus dem 19. Jahrhundert
- Schloss Le Temple aus dem Jahre 1886
- Herrenhaus von Roncé-Neuf aus dem 16./17. Jahrhundert
- Windmühle Moulin de la Planche

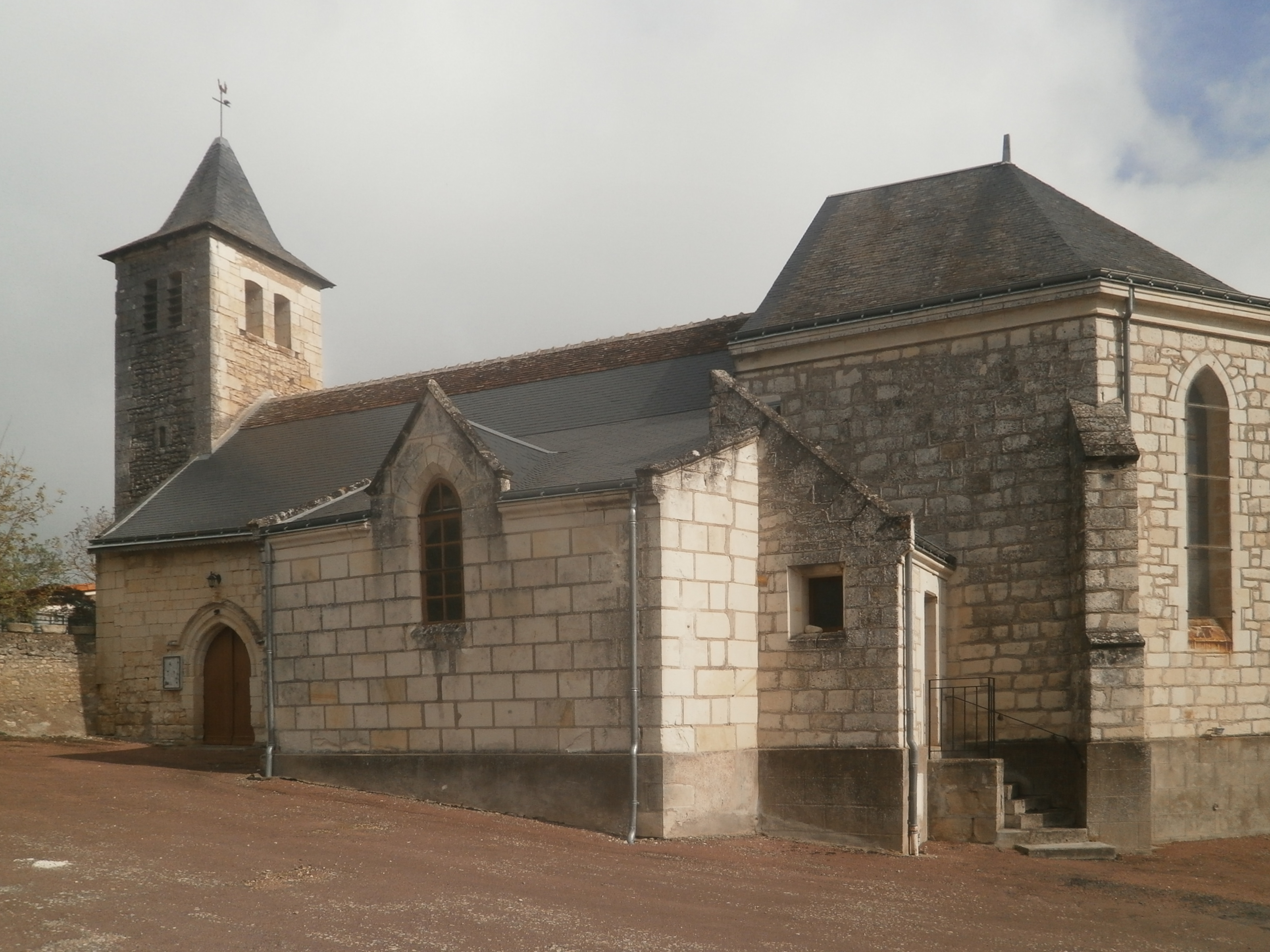
Kirche Sainte-Trinité
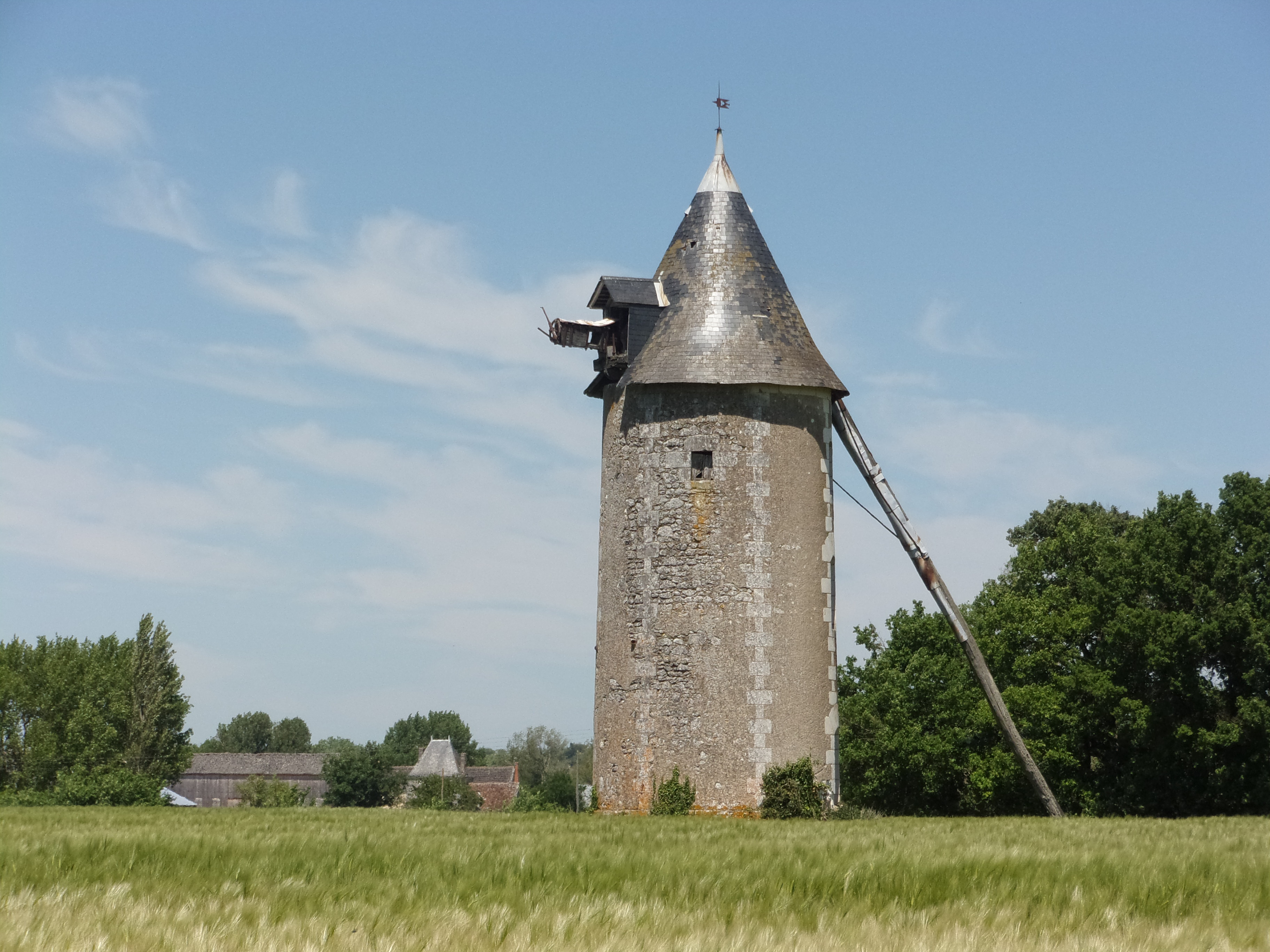
Windmühle